# Jógvan Waagstein

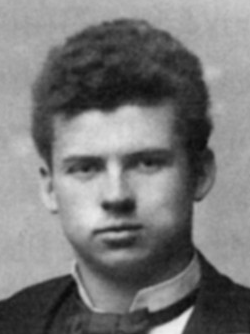
Jógvan Waagstein, 1900

Jógvan Waagstein [ˈjɛgvan vɔːgstain] (* 4. September 1879 in Klaksvík, Färöer; † 15. Dezember 1949 in Tórshavn; auch Joen Waagstein) war ein färöischer Musikpädagoge, Komponist und Kunstmaler.
Jógvan Waagstein war ein Pionier der färöischen Bildkunst, der unmittelbar nach dem Jahrhundertwechsel 1900 begann, von sich reden zu machen. Er wurde in Klaksvík auf den Nordinseln geboren, absolvierte eine Ausbildung als Schullehrer und war sein ganzes Leben im Schulwesen angestellt, hauptsächlich bei der Volksschule in Tórshavn. 

## Der Musiker
Waagstein war musikalisch begabt, und es war die Musik, die sich in erster Linie zum Interesse und zur Herausforderung seines Lebens entwickelte. Er war Gesang- und Musiklehrer sowie Chorleiter, gab Bücher und anderes Material für den Gesangsunterricht heraus und war als Organist an der Tórshavner Domkirche tätig. Waagstein war ein hervorragender Liederkomponist und komponierte eine lange Reihe Melodien für färöische Vaterlandslieder und andere neuere Lyrik, z. B. von den Dichtern Janus Djurhuus, Hans A. Djurhuus und Christian Matras. Diese Melodien, von denen 32 im Gesangbuch des färöischen Volks, Songbók Føroya Fólks, zu finden sind, spiegeln eine besondere färöische Melodik wider und sind Volksgut geworden. Von großer Bedeutung war seine Arbeit mit der Einsammlung alter färöischer Kirchenmelodien und ihrer Bearbeitung für Kirchenzwecke.

## Der Maler

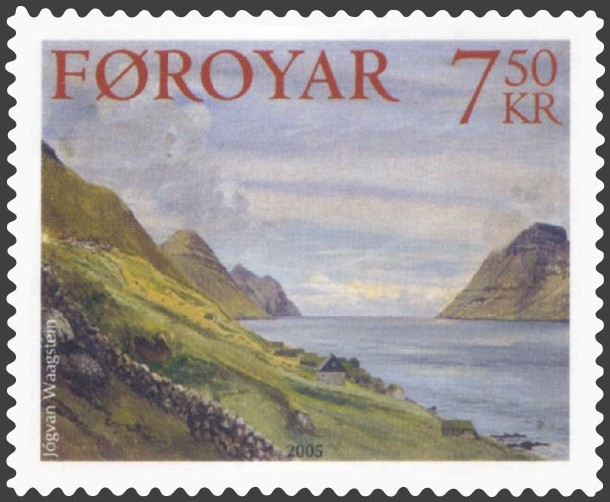
Syðradalur (Kalsoy), 1918, 57X75 cm, Listasavn Føroya

Jógvan Waagstein zeigte auch großes Interesse für die Malerei. Als Musiker war er professionell, die Malerei kam in zweiter Reihe, aber auch auf diesem Feld war er außerordentlich aktiv und produktiv. Er war ein Autodidakt – „Das bisschen Wissen, das ich über die Malerei besitze, habe ich von Frau Heilmann und Fräulein Taylor erworben“, sagte er bei einer Gelegenheit. Flora Heilmann (1872–1944), eine dänische Pastorenfrau in Viðareiði, und ihre Freundin, die amerikanische Reiseautorin Elizabeth Taylor (1856–1932), malten beide, und Waagstein muss ihnen begegnet sein, wahrscheinlich in Viðareiði, im Norden der Nordinseln, und dort einführende Kenntnisse von der Technik der Malerei erhalten haben. Später wurde er jedoch auch beim staatlichen Zeichenlehrerkursus in Kopenhagen unterrichtet, und 1919 unternahm er eine Bildungsreise nach Kopenhagen und Deutschland.
In den Jugendjahren Jógvan Waagsteins erwacht die nationale Bewegung auf den Färöern, und mit dieser ein Willen zur Wiedererweckung und Schöpfung einer neuen Lyrik, aber auch ein Drang in Richtung neuschöpfender Kunst im weiteren Sinn, und die Türen öffneten sich für die Möglichkeit, sich nicht nur in Worten auszudrücken, wie es die Tradition gebot, sondern auch in Klang und Bild. Das Interesse für die Volkskultur weckte auch ein Interesse an der Landschaft – der Umwelt, von der die eigenartige Kultur umgeben ist. Die nordische romantische Landschaftsmalerei, u. a. die dänische Goldalter-Malerei, diente Jógvan Waagstein zur Inspiration, und manchmal schimmert ein Anflug des französischen Impressionismus durch. Der Maler zieht hinaus in die Natur mit Staffelei und Malerkasten, sucht schöne Ausblicke auf Berg und Tal auf und malt dramatische Panoramen mit rauschenden Bächen und tosender Brandung. Mit Landschaftsmalereien von Waagstein und seinen neuschöpfenden Altersgenossen Niels Kruse und Kristin í Geil erlebte ein färöisches Publikum erstmals die Beschreibung seiner eigenen Landschaft. Im überwiegenden Teil des 20. Jahrhunderts ist die Landschaftsmalerei das Hauptthema der färöischen Malerei gewesen.
In einer langen Reihe Malereien beschreibt Jógvan Waagstein die färöische Landschaft wie niemand vor ihm, er stellte seine Bilder in Tórshavn zur Schau, zuletzt zur Ólavsøka 1948. Außerdem stellte er in Kopenhagen (1920), Oslo (1924), Aarhus (1939) und Glasgow (1941) aus. Seine Aquarelle hängen in vielen färöischen Haushalten, und eines seiner Gemälde, Syðradalur (Kalsoy) von 1918, ist in der ständigen Ausstellung des Listasavn Føroya (nationales Kunstmuseum) zu sehen. 
Am 19. September 2005 wird er vom Postverk Føroya mit einem Gedenkblock geehrt, auf dem neun seiner Gemälde auf Briefmarken erscheinen.

## Werk

### Kompositionen
(im Aufbau)
- Tíðin rennur (Text von Fríðrikur Petersen) 1891[1]

### Gesangbücher
- 1931 – Gomul føroysk sálmaløg (Alte färöische Kirchenlieder)

### Gemälde
(Auswahl)
- 1917 – Yviri við Strond
- 1917 – Hoyvíkstjørn
- 1918 – Syðradalur
- 1941 – Heygsgarður
- 1947 – Á Varmakeldu (Føroya Banki)
- 1949 – Kirkjubøur

### Dekorationen
- 1922 – Sigmundur Brestisson ber fram kristindómin í Føroyum (KFUK, Tórshavn)
- 1949 – Kristus gongur á sjónum (Altarbild der Kirche von Mikladalur)
- 1949 – Jesus gongur á sjónum (Altarbild der Kirche von Hov)